# Юркевич, Лев Иосифович
Лев Иосифович Юркевич или Левко Юркевич (укр. Лев Йосипович Юркевич; 31 августа 1883, с. Кривое Сквирского уезда Киевской губернии (ныне Попельнянского района Житомирской области Украина) — 24 октября 1919, Москва) — украинский политический деятель, революционер, публицист, теоретик марксизма, литератор.

## Биография
Происходил он из помещичьей семьи. Потомок старого волынского шляхетского рода. Отец- земский врач, общественный деятель, один из основателей кооперативного движения в Украине  Иосиф Вячеславович Юркевич (1855 - 1910); мать- Александра Африкановна Балавенская (1861–1922), сестра скульптора и педагога Фёдора Петровича Балавенского(1864-1943)
Окончил Подольскую духовную семинарию в 1903 году.
Был членом украинского студенческого кружка, который в 1901—1902 г. основали украинцы римо-католической веры, преимущественно ученики первой Киевской гимназии.
После окончания Подольской духовной семинарии поступил в Киевский университет, но за участие в революционных кружках был исключен из университета.
В 1904 году стал членом Революционной украинской партии (РУП). Проводил активную пропагандистскую работу, был организатором забастовки в 1904 году у иконописцев Печерской Лавры. Занимался социал-демократической агитацией среди рабочих киевских заводов.
В декабре 1905 г. на II съезде РУП была преобразована в Украинскую социал-демократическую рабочую партию и Л. Юркевич был избран кандидатом в члены ЦК этой партии.
После первой русской революции Лев Юркевич неоднократно подвергался арестам. Нелегально перешёл границу. С 1907 г. находился в эмиграции в Женеве (Швейцария), там закончил начатое в Киеве университетское образование.
Стал одним из лидеров украинских социал-демократов и соучредителем партийного издательского союза «Колокол». Позже издавал партийный ежемесячник «Наш голос», газеты «Труд», «Рабочий», был инициатором создания и главным спонсором общественно-политического литературного журнала «Колокол». Сам печатался в «Колоколе» под псевдонимом Л. Рыбалко.
После смерти отца в 1911 г. жил в Швейцарии, Франции, а затем в Женеве. Полученное большое наследство использовал для поддержки украинской социал-демократической прессы. Изучал кооперативное и профсоюзное движение бельгийских рабочих. Много занимался самообразованием.
Был знаком с Лениным и в эмиграции не раз с ним встречался. После начала Первой мировой войны присоединился к ленинской позиции, сотрудничал в газете «Искра».
В 1915—1916 г. был издателем и редактором непериодического журнала «Борьба» — органа зарубежной группы Украинской социал-демократии.
Лев Юркевич принадлежал к революционному крылу украинского марксизма, по своим идеям приближенного к русскому большевизму, однако критиковал Ленина и большевиков за централизм и великодержавный шовинизм. Отстаивая идею украинской пролетарской революции, был сторонником украинской автономии — отдельной пролетарской, но украинский партии; выступал против украинского мещанства и ориентации на Австрию и Германию. Поэтому Ленин считал Юркевича одним из своих самых опасных противников в национальном вопросе и в работе «О праве нации на самоопределение» называл Юркевича украинским мелким буржуа и национал-социалистом, который, смешивая понятия самоопределения с сепаратизмом, плетётся в хвосте национал-либерализма и развращает рабочий класс национал-либеральными идеями. Л. Юркевич, в свою очередь, в предисловии к книге Левинского «Очерк развития украинского рабочего движения в Галиции» не согласен с Лениным, пишет, что по Ленину «право нации на самоопределение вплоть до отделения означает право, на которое никто не имеет права».
После революции 1917 года вернулся на Украину, но умер в Москве. Похоронен на Новодевичьем кладбище.

## Труды
Лев Юркевич — автор брошюр:
- «Национальное дело и рабочий» (1913),
- «Класс и общество» (1913),
- «L’Ukraine et la Guerre» (Лозанна, 1916),
- «Русские социал-демократы и национальный вопрос» (1926).

Печатался под псевдонимами Рыбалко, Николет, Причепа, Псалмопевец и Юрий Стрижавский.

## Семья
Жена — Мария Павловна Юркевич (1883—1967) (урожденная Белякова). Сын — Юркевич Юрий Львович (1907—1990), инженер-конструктор.